# Fritz Kehler
Friedrich Leopold Gustav Kehler (* 31. Juli 1889 in Dortmund; † 5. September 1972 ebenda) war ein deutscher Gewerkschafter. Von 1956 bis 1958 war er Bundesvorsitzender, danach Ehrenvorsitzender der Gewerkschaft der Polizei (GdP).

## Leben und Wirken
Fritz Kehler wurde am 31. Juli 1889 in Dortmund als fünftes Kind einer kinderreichen Familie geboren. Er besuchte eine Volksschule in Dortmund und begann danach zu arbeiten, um zum Lebensunterhalt seiner Familie beizutragen. Im Jahr 1910 trat er der Sozialdemokratischen Partei Deutschlands (SPD) und dem Zentralverband der Heizer und Maschinisten sowie Berufsgenossen Deutschlands bei. Vom Oktober 1911 bis zum September 1913 leistete er beim 4. Lothringischen Infanterie-Regiment Nr. 136 in Straßburg seinen Wehrdienst ab. Danach kehrte er kurz in seinen Beruf zurück, wurde jedoch mit Ausbruch des Ersten Weltkriegs bereits am 3. August 1914 wieder zum Militär eingezogen. Er wurde an der Ostfront eingesetzt und geriet dort im Oktober 1914 schwer verwundet in russische Gefangenschaft. Vor seiner Rückkehr nach Dortmund im Januar 1919 war er noch kurzzeitig in der Kriegsgefangenenbetreuung tätig.
Im Februar 1919 wurde er zum Betriebsrat der Hoesch-Hüttenwerke gewählt. Im Januar 1920 folgte schließlich die Wahl zum Gewerkschaftssekretär. Am 20. Mai 1921 heiratete er Elfriede Karoline Kubik, das Ehepaar hatte einen Sohn: Manfred (* 8. Juni 1926). Während der Ruhrbesetzung 1923 beteiligte er sich aktiv am Widerstand gegen die französischen und belgischen Truppen. Die Besatzung hatte aber auch zur Folge, dass die Beamten der von einer kommunalen zur staatlich preußischen umgewandelten Polizei ausgewiesen wurden und die verbliebenen Polizeimitarbeiter die Lücke durch Partei- und Gewerkschaftsmitglieder zu füllen versuchten. Am 23. Oktober 1923 trat auch Fritz Kehler in den Polizeidienst ein, später wurde er Mitglied der Kriminalabteilung.
Auch bei der Polizei wurde er wieder gewerkschaftlich tätig. Er trat in den Verband Preußischer Polizeibeamter (Schraderverband) ein und wurde in die Beamtenvertretung gewählt. Seit 1925 leitete er die Ortsgruppe des Dortmunder Verbands, wurde später Mitglied des Bezirksvorstands und Beisitzer im Gesamtvorstand. Daneben engagierte er sich ab 1926 auch im Reichsbanner Schwarz-Rot-Gold und war 1932 Mitbegründer der Eisernen Front in Dortmund.
Nach der nationalsozialistischen „Machtergreifung“ wurde er als einer der ersten Dortmunder Beamten am 12. März 1933 aus dem Dienst enthoben, die Entlassung erfolgte am 29. August desselben Jahres aufgrund des Gesetzes zur Wiederherstellung des Berufsbeamtentums. Gleichzeitig erhielt er ein Dienstverfahren mit dem Ziel der Aberkennung des Ruhegehalts und des Titels, welches jedoch im Frühjahr 1934 eingestellt wurde. In der Zwischenzeit hatte er keine Bezüge erhalten und aufgrund der kurzen Dienstzeit war sein Ruhegehalt so gering, dass er davon den Lebensunterhalt für seine Familie nicht bestreiten konnte. Fritz Kehler zog daher mit seiner Familie im September 1933 nach Hörste an der Lippe. Versuche, dort Arbeit zu finden oder sich selbstständig zu machen, wurden aber von der NSDAP unterbunden. Ihren Lebensunterhalt verdiente die Familie mit der Unterbringung von Feriengästen und Hausierergeschäften. Nur durch Vermittlung seines Schwagers erhielt er im Juni 1939 eine Anstellung als Lagerarbeiter bei den Vereinigte Aluminium-Werken in Lünen.
Nach dem Ende der nationalsozialistischen Herrschaft meldete sich Kehler bei seiner alten Dienststelle zurück und nahm am 1. August 1945 seinen Dienst als Polizei-Oberleutnant wieder auf. Kurze Zeit später wurde er zum Polizeirat befördert, im März 1946 übernahm er die Allgemeine Inspektion der Kriminalpolizei, ab Juli desselben Jahres war er Leiter des Abschnitts des Dortmunder Polizeipräsidiums in Lünen. Er engagierte sich wiederum gewerkschaftlich und zählte 1948 zu den Mitbegründern des Bundes der Polizeibeamten in Nordrhein-Westfalen. Dieser ging 1950 in der Gewerkschaft der Polizei auf. Nachdem er 1954 in den Ruhestand getreten war, wurde er im Mai 1956 zum Bundesvorsitzenden der Gewerkschaft der Polizei gewählt. Bereits zweieinhalb Jahre später legte er das Amt in die Hände des jüngeren Werner Kuhlmann. Anschließend wurde er zum Ehrenvorsitzenden der Gewerkschaft der Polizei gewählt.
Fritz Kehler starb am 5. September 1972 im Alter von 83 Jahren in Dortmund.